# Свети Димитър (Бобощица)
Вижте пояснителната страница за други значения на Свети Димитър.
„Свети Димитър“ (на албански: Shën Mitrit) е православна църква край Бобощица, Албания, част от Корчанската епархия на Албанската православна църква.
Църквата е разположена на километър западно от Бобощица. В храма са запазени ценни стенописи, консервирани в 2016 година. От 1963 година е културен паметник на Албания под № 64.